# Вильнёв, Луи Совёр де
Луи Совёр маркиз де Вильнёв (фр. Louis Sauveur de Villeneuve, 6 августа 1675 — 18 июня 1745) — посол короля Франции Людовика XV в Османской империи с 1728 по 1741 год, член Государственного совета Франции.

## Биография
Маркиз де Вильнёв сыграл важную роль в подготовке войны Османской империи с Российской империей (бывшей в союзе со Священной Римской империей) результатом чего явилась русско-турецкая война (1735—1739). Как и послы Англии и Голландии, маркиз де Вильнёв присутствовал на Немировском конгрессе 1737 года, где шли прямые переговоры противоборствующих в войне сторон и пытался навязать свои услуги в урегулировании но императрица Анна Иоанновна отклонила предложения о посредничестве. В результате французский посол, имевший приказ сорвать переговоры, советовал визирю их затягивать, давая возможность союзникам рассориться между собой самим. Следующая попытка примирения воюющих сторон в Белграде уже проходила при его личном и определяющем участии. Маркиз де Вильнёв сумел навязать условия заключения мира чрезвычайно благоприятные для Османской империи и неблагоприятные для Австрии и России. Он скрепил своей подписью Белградский мирный договор (1739). 15 марта 1740 года за усилия по достижению мира маркиз де Вильнёв был удостоен императрицей Анной Иоанновной Ордена Святого апостола Андрея Первозванного.